# Wiktor Jarosz-Kamionka
Wiktor Jarosz-Kamionka (ur. 21 października 1869 w Fałkowicach, zm. 23 września 1952 w Wierzbnej) – generał brygady Wojska Polskiego, kawaler Orderu Virtuti Militari.

## Życiorys
Kształcił się w gimnazjum w Krakowie. Ukończył Szkołę Kadetów Piechoty w Łobzowie. 1 września 1888 roku został mianowany kadetem piechoty-zastępcą oficera i przydzielony do 10 Galicyjskiego pułku piechoty w Przemyślu. Piastował m.in. stanowiska dowódcy batalionu i szkoły podoficerskiej. Brał udział w I wojnie światowej, był trzykrotnie ranny. Za 30 lat służby i zasługi na polu walki nobilitowany z predykatem von Kamionka Mała (od nazwy miejscowości, w pobliżu której odznaczył się w bitwie). Na stopień podpułkownika został awansowany ze starszeństwem z 1 listopada 1915 roku. Jego oddziałem macierzystym był 18 pułk piechoty Obrony Krajowej (od kwietnia 1917 roku – 18 pułk strzelców). W 1918 dowodził garnizonem Jarosław.
W Wojsku Polskim od listopada 1918. Do kwietnia 1919 dowodził na froncie 1 pułkiem Strzelców Ziemi Jarosławskiej i grupą operacyjną swego imienia. Następnie do maja 1919 dowodził VII Brygadą Piechoty, a do lipca tego roku VIII Brygada Piechoty. Do lipca 1921 dowódca obozu ćwiczeń i Centrum Wyszkolenia 6 Armii. 25 września 1921 objął stanowisko zastępcy dowódcy Okręgu Generalnego „Kielce” w Kielcach. Od listopada 1921 był zastępcą dowódcy Okręgu Korpusu Nr X w Przemyślu. 3 maja 1922 roku został zweryfikowany w stopniu generała brygady ze starszeństwem z 1 czerwca 1919 roku i 19. lokatą w korpusie generałów. Z dniem 1 marca 1927 został mu udzielony dwumiesięczny urlop z zachowaniem uposażenia, a z dniem 30 kwietnia 1927 został przeniesiony w stan spoczynku. Po przejściu w stan spoczynku zakupił gospodarstwo we wsi Wierzbna, gdzie mieszkał do śmierci.
Był żonaty, miał dwóch synów – jeden z nich zginął w obozie koncentracyjnym Auschwitz-Birkenau, drugi zaś zginął jako pilot nad Anglią. Zmarł 23 września 1952, a trzy dni później został pochowany na cmentarzu przy parafii Matki Bożej Nieustającej Pomocy w Wierzbnej.

## Ordery i odznaczenia
- Krzyż Srebrny Orderu Wojskowego Virtuti Militari nr 5741 – 10 sierpnia 1922[6]
- Krzyż Walecznych
- Order Żelaznej Korony 3 klasy z dekoracją wojenną i mieczami (1916)
- Krzyż Zasługi Wojskowej 3 klasy z dekoracją wojenną i mieczami
- Krzyż Zasługi Wojskowej 3 klasy – 1910
- Signum Laudis Brązowy Medal Zasługi Wojskowej na wstążce Krzyża Zasługi Wojskowej
- Krzyż za 25-letnią służbę wojskową dla oficerów
- Brązowy Jubileuszowy Medal Pamiątkowy dla Sił Zbrojnych
- Krzyż Jubileuszowy Wojskowy
- Krzyż Pamiątkowy Mobilizacji 1912–1913